# Bourail
Bourail ist eine Kommune in der Südprovinz von Neukaledonien und ist somit eines der Französischen Überseegebiete im Pazifik. Die Kommune liegt an dem Fluss Néra und hat eine Landfläche von 797,6 km² und eine feste Bevölkerung von 4779 Einwohnern. Bourail ist 162 km von Nouméa, der Hauptstadt Neukaledoniens, entfernt. Bourail ist auch der Name des Hauptortes der Kommune. Weitere Orte sind: Azareu, Bouirou, Gouaro, Nandaï, Néméara, Nessadiou, Ny, Oua-Oué, Potê.
Die höchste Erhebung ist der Mont Adéo mit 1091 m.

## Landschaftsbild
Bourail ist der wildeste und ursprünglichste Teil der Grande Terre. Die Landschaft wird partiell von Küsten geprägt. Die Kommune verfügt über den längsten Strand der Hauptinsel – der Strand von Poé ist 13 km lang – aber sie hat auch eine sehr gebirgige Landschaft. Die Strände sind größtenteils sehr wild. Einige Strände sind jedoch durch den Menschen stark verändert worden, um sie für Touristen attraktiver zu machen, wie die Plage de la Roche Percée, die mit vulkanischem Sand aus Vanuatu aufgefüllt wurde. Bourail ist das landwirtschaftliche Herz Neukaledoniens. Weite Graslandschaften und ausgedehnte Rinderfarmen mit Cowboys ähneln dem Landschaftsbild des Wilden Westens der USA.
| Baie des Tortues \| Felsformation Bonhomme \| Plage de la Roche Percée |  |  |
|                                                                        |  |  |

## Geschichte
In der Ebene, in der heute Bourail liegt, wurde 1868 ein Militärstützpunkt eingerichtet. 1870 gründete man hier ebenfalls eine Zuckerfabrik und eine Farm, auf der entlassene Strafgefangene in den Grundzügen der Landwirtschaft unterwiesen wurden. Der Ort Bourail wurde 1886 gegründet. Durch ein Hochwasser der Néra entstanden 1996 ausgedehnte Schäden.

## Bevölkerung
Bourail ist mit sechs Personen pro Quadratkilometer für die Verhältnisse in Neukaledonien dicht besiedelt. Die Bevölkerung ist recht jung, da mehr als die Hälfte der Einwohner unter 30 Jahre alt sind. Allerdings leidet die Kommune an einer hohen Auswanderungswelle. Um diesen Trend zu stoppen, wurden neue Schulen gebaut, es gibt jedoch nur in Nouméa eine Universität.
| Bevölkerungsentwicklung in Bourail | Bevölkerungsentwicklung in Bourail | Bevölkerungsentwicklung in Bourail | Bevölkerungsentwicklung in Bourail | Bevölkerungsentwicklung in Bourail | Bevölkerungsentwicklung in Bourail | Bevölkerungsentwicklung in Bourail | Bevölkerungsentwicklung in Bourail | Bevölkerungsentwicklung in Bourail | Bevölkerungsentwicklung in Bourail | Bevölkerungsentwicklung in Bourail | Bevölkerungsentwicklung in Bourail |
| ---------------------------------- | ---------------------------------- | ---------------------------------- | ---------------------------------- | ---------------------------------- | ---------------------------------- | ---------------------------------- | ---------------------------------- | ---------------------------------- | ---------------------------------- | ---------------------------------- | ---------------------------------- |
| Jahr                               | 1956                               | 1963                               | 1969                               | 1976                               | 1983                               | 1989                               | 1996                               | 2004                               | 2009                               | 2014                               | 2019                               |
| Einwohner                          | 2212                               | 2312                               | 2433                               | 3149                               | 3410                               | 4122                               | 4364                               | 4779                               | 5003                               | 5444                               | 5531                               |

| Ethnische Verteilung | Ethnische Verteilung | Ethnische Verteilung | Ethnische Verteilung | Ethnische Verteilung |
| -------------------- | -------------------- | -------------------- | -------------------- | -------------------- |
| Kanaken              | Europäer             | Gemischt             | Polynesier           | Andere               |
| 35,4 %               | 30,7 %               | 12,3 %               | 2,2 %                | 19,4 %               |

## Landwirtschaft

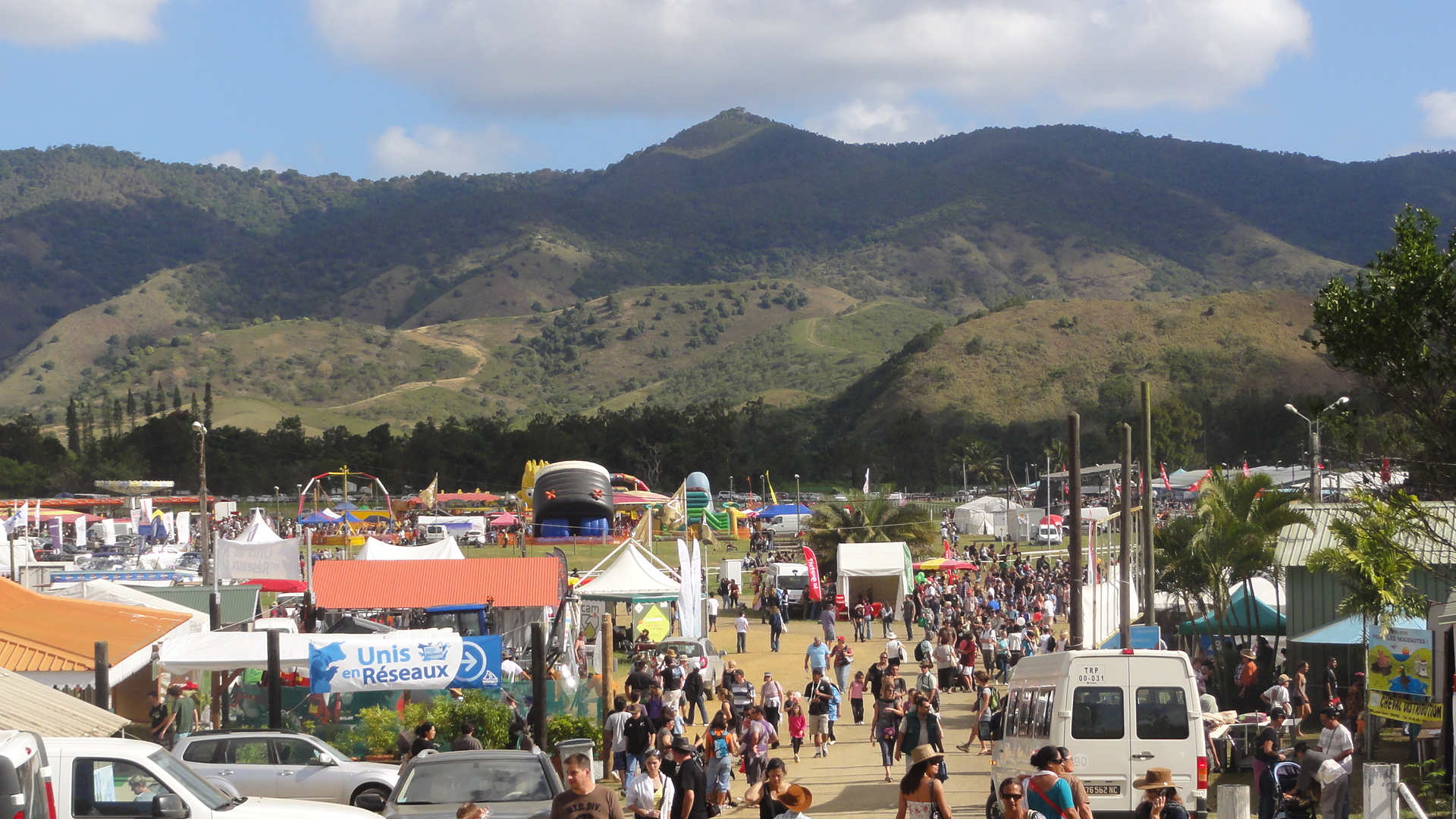
Landwirtschaftsmesse von Bourail im Hippodrome

Hauptanbauprodukte sind Mais (300 ha Anbaufläche) und Kartoffeln (200 ha Anbaufläche). Als Nutztiere werden Rinder und Schweine gehalten. Außerdem werden Honigbienen gezüchtet. Im Ort Téné findet im Hippodrome Robert Dummté seit 1977 jeden August die älteste Agrarmesse Neukaledoniens statt. Auf der dreitägigen Veranstaltung führen Viehzüchter der Umgebung, die hier „Stockmen“ genannt werden, ihre Fähigkeiten bei einem Rodeo vor, das jährlich rund 25.000 Besucher anzieht.

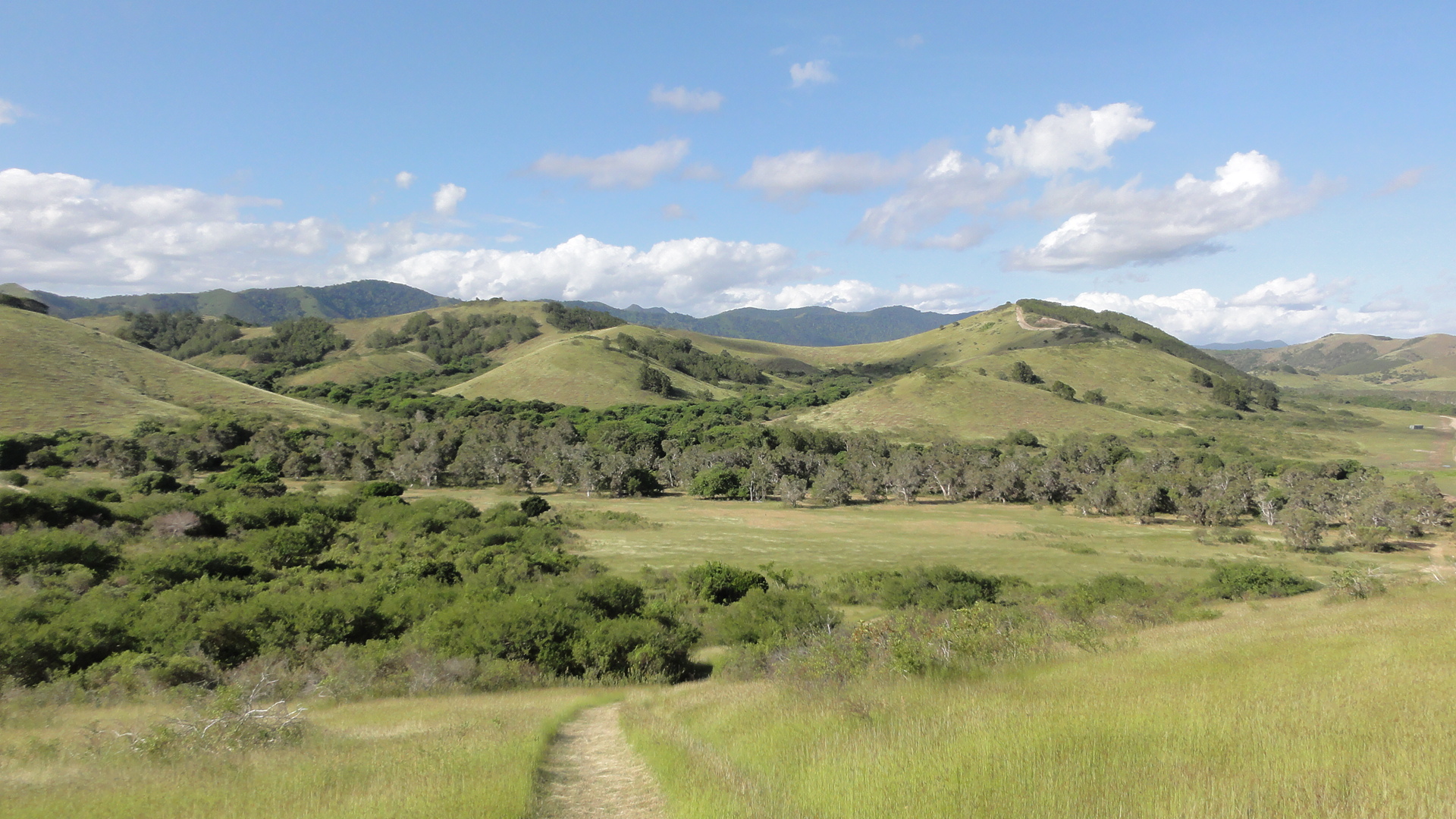
Landschaft in Bourail

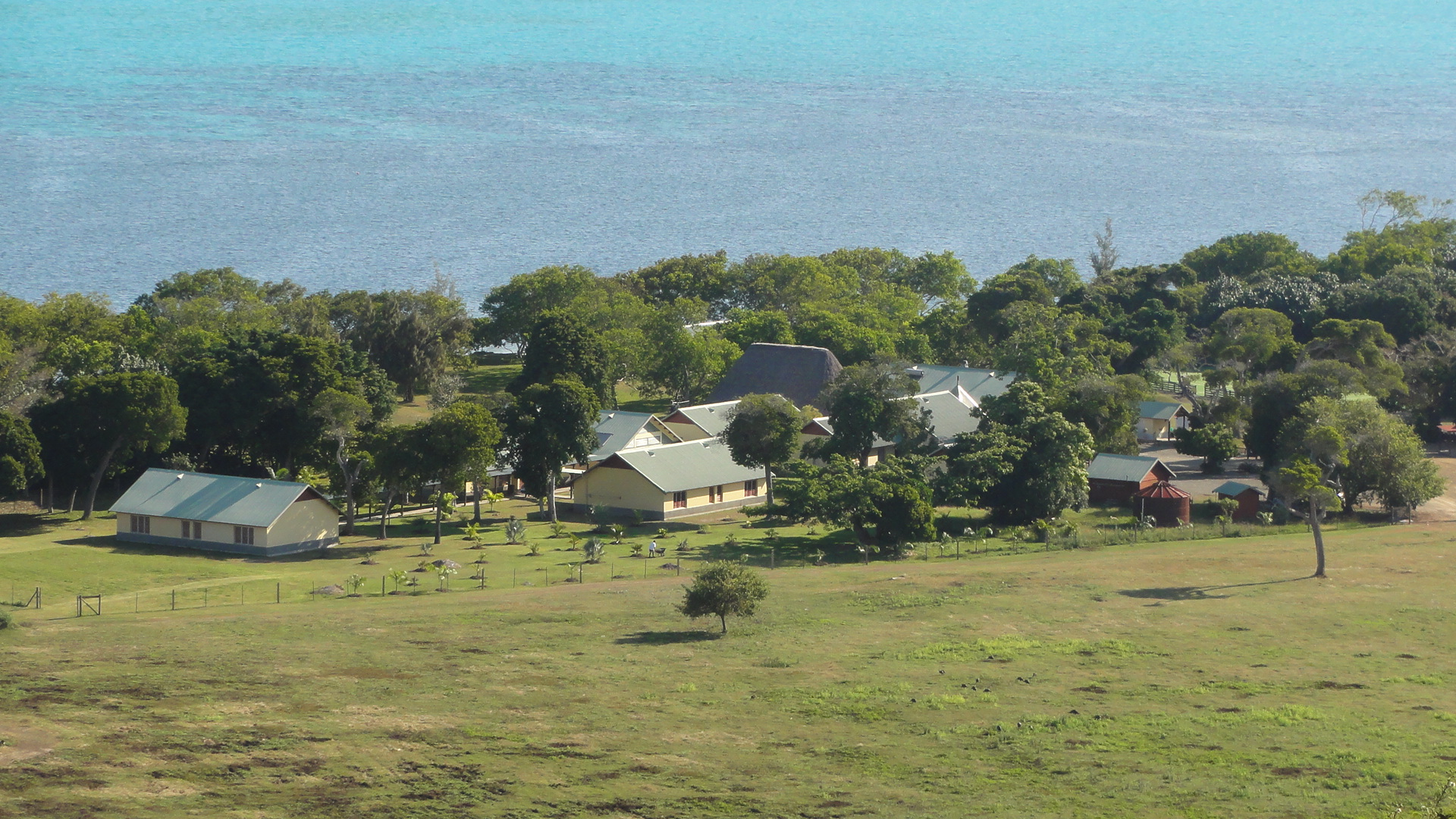
Farm am Cap Poé

## Schildkröten
Die Strände von Bourail bilden den bedeutendsten Nistplatz der Unechten Karettschildkröte von Neukaledonien und den zweitbedeutendsten des Südpazifiks. An der Plage de la Roche Percée mit dunkelgrauem Sand schlüpfen jedoch fast ausschließlich weibliche Exemplare, da die Temperatur des Sandes das Geschlecht bestimmt. Eine Tierschutzorganisation betreibt seit 2024 ein Zuchtprogramm, bei dem die Nester vor der starken Sonneneinstrahlung geschützt werden und auf diese Weise auch männliche Nachkommen entstehen. Umweltschützer pflanzten an den Stränden über 3500 Bäume, die Schatten spenden. Seit Januar 2025 wird an der Plage de la Roche Percée ein jährliches „Fest der Schildkröte“ (Fête de la tortue) veranstaltet, bei dem das Publikum auch über das richtige Verhalten gegenüber dieser Tierart aufgeklärt wird. Trotzdem wurden im Mai 2025 aus den Nestern über 500 Eier dieser vom Aussterben bedrohten Schildkrötenart gestohlen.

## Sehenswürdigkeiten
- Die bedeutendste Sehenswürdigkeit der Stadt ist das Museum, das 1986 in einem 1870 für das Militär errichteten Gebäude gegründet wurde. Vorher diente das Bauwerk ab 1938 als Käsefabrik. 1980 wurde es als historisches Gebäude unter Denkmalschutz gestellt. Im Museum sind hauptsächlich Kunst- und Gebrauchsgegenstände der Melanesier ausgestellt, aber auch einige Werkzeuge und Möbel der ersten französischen Siedler. Eine Abteilung erinnert an die Anwesenheit neuseeländischer Soldaten während des Zweiten Weltkrieges. Eine besondere Attraktion ist die Guillotine, mit der insgesamt 80 Menschen exekutiert wurden.[9]
- Das Rathaus (Mairie) wurde zu Beginn des 20. Jahrhunderts erbaut. Auch die Polizeistation (Gendarmerie) und das Postamt sind in renovierten historischen Gebäuden – beide aus dem 19. Jahrhundert – untergebracht. In der Hauptstraße sind noch einige Wohnhäuser aus dem 19. Jahrhundert erhalten.
- Die Kirche mit einem Holzgewölbe im Innern wurde 1877 errichtet.[10]
- Unweit der Stadt dehnen sich viel besuchte Strände mit Felsformationen aus, von denen der markante und weithin sichtbare Monolith Bonhomme aus Quarz der bekannteste ist. Nicht weit davon befindet sich die Bucht Baie des Tortues, an der Schildkröten zu beobachten sind. Sie ist durch einen Tunnel mit der Plage de la Roche Percée verbunden. Diese ist als einziger Strand in Neukaledonien mit einem Beach Break besonders bei Surfern beliebt. Von hier fahren auch Taxi-Boote zur Insel im Naturschutzgebiet Île Verte. Die ausgedehnte Plage de Poé liegt an der Lagune von Poé, die 2008 in das Weltkulturerbe der UNESCO eingeschrieben wurde. Sie wird aufgrund der Windbedingungen vor allem zum Kitesurfen genutzt. Das vorgelagerte Neukaledonische Barriereriff hat hier mit nur 2 km die geringste Entfernung zur gesamten Küste und beherbergt zahlreiche einzigartige Korallen- und Fischarten.[11][12]